# Asiatische Radsportmeisterschaften 2010
Die 30. Asiatischen Radsportmeisterschaften (30st Asian Cycling Championships) fanden vom 9. bis 17. April 2010 in Schardscha, Vereinigte Arabische Emirate, statt. Veranstalter war die Asian Cycling Confederation (ACC).
Gleichzeitig fanden die 17. Asiatischen Junioren Radsportmeisterschaften statt.
Auf dem Programm der Elite Männer und Frauen standen 22 Entscheidungen in Bahn- und Straßenradsport. Die Bahn-Wettbewerbe wurden im Zayed Velodrome ausgetragen.

## Resultate

### Bahnradsport

#### Männer
| Disziplin             | Platz | Land                | Athlet                                               |
| --------------------- | ----- | ------------------- | ---------------------------------------------------- |
| Sprint                | 1     | Volksrepublik China | Zhang Miao                                           |
|                       | 2     | Südkorea            | Kang Dong-jin                                        |
|                       | 3     | Japan               | Yudai Nitta                                          |
| Teamsprint            | 1     | Volksrepublik China | Cheng Changsong Zhang Lei Zhang Miao                 |
|                       | 2     | Japan               | Kazuya Narita Yudai Nitta Kazunari Watanabe          |
|                       | 3     | Iran                | Farzin Arab Hassan Ali Varposhti Mahmoud Parash      |
| Keirin                | 1     | Japan               | Kazunari Watanabe                                    |
|                       | 2     | Japan               | Kazuya Narita                                        |
|                       | 3     | Malaysia            | Mohd Hafiz Sufian                                    |
| Zeitfahren (1 km)     | 1     | Volksrepublik China | Zhang Miao                                           |
|                       | 2     | Malaysia            | Mohd Hafiz Sufian                                    |
|                       | 3     | Japan               | Yudai Nitta                                          |
| Einerverfolgung       | 1     | Südkorea            | Jang Sun-jae                                         |
|                       | 2     | Chinesisch Taipeh   | Feng Chun-kai                                        |
|                       | 3     | Iran                | Hossein Askari                                       |
| Mannschaftsverfolgung | 1     | Südkorea            | Cho Ho-sung Hwang In-hyeok Jang Sun-jae Park Seon-ho |
|                       | 2     | Volksrepublik China | Chen Pan Jiang Xiao Li Chuanmin Wang Jie             |
|                       | 3     | Hongkong            | Cheung King-lok Choi Ki Ho Kwok Ho Ting Wong Kam Po  |
| Scratch               | 1     | Südkorea            | Choe Hyeong-min                                      |
|                       | 2     | Kasachstan          | Jewgeni Sladkow                                      |
|                       | 3     | Thailand            | Turakit Boonratanathanakorn                          |
| Punktefahren          | 1     | Südkorea            | Cho Ho-sung                                          |
|                       | 2     | Iran                | Amir Zargari                                         |
|                       | 3     | Hongkong            | Kwok Ho Ting                                         |
| Omnium                | 1     | Südkorea            | Cho Ho-sung                                          |
|                       | 2     | Kasachstan          | Kazuhiro Mori                                        |
|                       | 3     | Chinesisch Taipeh   | Wu Po-hung                                           |
| Madison               | 1     | Südkorea            | Jang Sun-jae Park Seon-ho                            |
|                       | 2     | Hongkong            | Wong Kam Po Choi Ki Ho                               |
|                       | 3     | Japan               | Ryu Sasaki Yu Motosuna                               |

#### Frauen
| Disziplin             | Platz | Land                | Athlet                                      |
| --------------------- | ----- | ------------------- | ------------------------------------------- |
| Sprint                | 1     | Volksrepublik China | Guo Shuang                                  |
|                       | 2     | Volksrepublik China | Gong Jinjie                                 |
|                       | 3     | Hongkong            | Lee Wai-sze                                 |
| Teamsprint            | 1     | Volksrepublik China | Lin Junhong Gong Jinjie                     |
|                       | 2     | Chinesisch Taipeh   | Hsiao Mei-yu Huang Ting-ying                |
|                       | 3     | Hongkong            | Lee Wai-sze Meng Zhao Juan                  |
| Zeitfahren (500 m)    | 1     | Volksrepublik China | Guo Shuang                                  |
|                       | 2     | Hongkong            | Lee Wai-sze                                 |
|                       | 3     | Südkorea            | Kim Won-gyeong                              |
| Einerverfolgung       | 1     | Volksrepublik China | Jiang Fan                                   |
|                       | 2     | Südkorea            | Na Ah-reum                                  |
|                       | 3     | Thailand            | Chanpeng Nontasin                           |
| Mannschaftsverfolgung | 1     | Volksrepublik China | Jiang Fan Liang Jing Jiang Wenwen           |
|                       | 2     | Südkorea            | Lee Min-hye Na Ah-reum Son Eun-ju           |
|                       | 3     | Chinesisch Taipeh   | Hsiao Mei-yu Huang Ho-hsun Tseng Hsiao-chia |
| Scratch               | 1     | Chinesisch Taipeh   | I Fang-ju                                   |
|                       | 2     | Hongkong            | Lee Min-hye                                 |
|                       | 3     | Hongkong            | Diao Xiao Juan                              |
| Punktefahren          | 1     | Japan               | Mayuko Hagiwara                             |
|                       | 2     | Hongkong            | Jamie Wong                                  |
|                       | 3     | Volksrepublik China | Tang Kerong                                 |
| Omnium                | 1     | Südkorea            | Na Ah-reum                                  |
|                       | 2     | Hongkong            | Diao Xiao Juan                              |
|                       | 3     | Chinesisch Taipeh   | Hsiao Mei-yu                                |

### Straßenradsport

#### Männer
| Disziplin        | Platz | Land        | Athlet           |
| ---------------- | ----- | ----------- | ---------------- |
| Straßenrennen    | 1     | Iran        | Mahdi Sohrabi    |
|                  | 2     | Japan       | Takashi Miyazawa |
|                  | 3     | Iran        | Hossein Nateghi  |
| Einzelzeitfahren | 1     | Kasachstan  | Andrei Misurow   |
|                  | 2     | Iran        | Hossein Askari   |
|                  | 3     | Kirgisistan | Eugen Wacker     |

#### Frauen
| Disziplin        | Platz | Land       | Athlet              |
| ---------------- | ----- | ---------- | ------------------- |
| Straßenrennen    | 1     | Südkorea   | You Jin-a           |
|                  | 2     | Kasachstan | Natalia Stefanskaja |
|                  | 3     | Thailand   | Jutatip Maneephan   |
| Einzelzeitfahren | 1     | Südkorea   | Son Eun-ju          |
|                  | 2     | Japan      | Mayuko Hagiwara     |
|                  | 3     | Thailand   | Monrudee Chapookam  |

## Medaillenspiegel
|       | Nation              |    |    |    | Gesamt |
| ----- | ------------------- | -- | -- | -- | ------ |
| 1     | Südkorea            | 9  | 4  | 1  | 14     |
| 2     | Volksrepublik China | 8  | 2  | 1  | 11     |
| 3     | Japan               | 2  | 5  | 3  | 10     |
| 4     | Iran                | 1  | 2  | 3  | 6      |
| 4     | Chinesisch Taipeh   | 1  | 2  | 3  | 6      |
| 6     | Kasachstan          | 1  | 2  |    | 3      |
| 7     | Hongkong            |    | 4  | 5  | 9      |
| 8     | Malaysia            |    | 1  | 1  | 2      |
| 9     | Thailand            |    |    | 4  | 4      |
| 10    | Kirgisistan         |    |    | 1  | 1      |
| Total | Total               | 22 | 22 | 22 | 66     |